# Plinska elektrana
Plinske elektrane pripadaju skupini termoelektrana. Termoelektrane pretvaraju najčešće kemijsku energiju sadržanu u gorivu izgaranjem u toplinsku koja se različitim procesima predaje radnom mediju. U plinskim turbinama se toplinska energija radnog medija pretvara u mehaničku koja se zatim u električnom generatoru transformira u električnu energiju. Dobivena toplina se može također iskoristiti i za ogrjevne potrebe naselja (toplane). Plinske elektrane kao tip termoelektrana u mnogim zemljama služe kao glavni izvor električne energije zbog mogućnosti gotovo cjelogodišnjeg rada i zbog mogućnosti vrlo brzog prilagođavanja razlikama u opterećenju električne mreže tijekom dana.

### Procesi u plinskoj elektrani i dijelovi postrojenja
Plinsko-turbinsko postrojenje radi na principu Brayton-ovog kružnog procesa u otvorenom sustavu. Brayton-ov kružni proces pripada skupini desnokretnih kružnih procesa. Desnokretni kružni procesi daju snagu koja je prikazana kao omeđena površina u p-v dijagramu. Sam proces se sastoji od dvije izobare i dvije izentrope. Kod stvarnog Brayton-ovog ciklusa zbog trenja, turbulencije i ostalih uzročnika nepovratnosti procesa se u turbini i kompresoru ne odvijaju ravnotežne promjene stanja.
Ciklus počinje usisavanjem radnog medija (zrak) pri tlaku p1 i temperaturi T1 kojemu se tada u aksijalnom ili radijalnom turbokompresoru povećava tlak na p2 što slijedi i povećanje temperature zraka. Između točaka 2 i 3 se radnom mediju dovodi toplina u obliku izgaranja goriva. Nakon točke 3 radni medij ulazi u plinsku turbinu u kojoj ekspandira do tlaka p4 ostvarujući okretni moment na vratilu turbine.
U realnim ciklusima zbog nepovratnosti nema idealnih promjena stanja. Temperatura na kraju kompresije će biti veća zbog trenja. Tokom izgaranja također postoji mali pad tlaka zbog trenja. Ekspanzija u turbini nije idealna izentropa, nego politropa s određenim izentropskim faktorom djelovanja. Važno je napomenuti da se povećavanjem entropije pogoršava sam proces pa je krajnji cilj čim više se približiti teoretskom ciklusu zbog kvalitetnijeg iskorištavanja topline.

#### Kompresor
Kompresor je odgovoran za dobavu radnog medija na definirani tlak izgaranja. U plinsko-turbinskim postrojenjima se koriste aksijalni i radijalni kompresori. Kod većih postrojenja uobičajeno se koriste aksijalni kompresori jer su učinkovitiji kod velikih kompresijskih omjera. Kompresor može biti pogonjen elektromotorom, parnom turbinom, motorom s unutarnjim izgaranjem, ili plinskom turbinom povezanom na isto vratilo. Kod pokretanja postrojenja se kompresor često pogoni elektromotorom ili motorom s unutarnjim izgaranjem prije nego što se turbina pokrene.
- Aksijalni kompresor se sastoji od 3 glavna djela: rotirajući disk, nepokretne statorske lopatice, kućište. Strujanje se odvija usporedno s vratilom kompresora. Oblik kućišta pomaže kompresiji svojim oblikom koji se sužava uzduž vratila. Statorske lopatice usmjeravaju fluid s jednog rotirajućeg diska prema sljedećem. Stoga se između svakog para rotirajućih diskova nalazi statorski disk.
- Centrifugalni kompresor se sastoji od 4 glavna djela: rotor, difuzor, kućište, regulacija pomoću podesivih lopatica. Rotor sa zakrivljenim lopaticama rotira velikim brzinama. Kako on rotira, tako se u središtu zbog centrifugalne sile stvara podtlak koji uvlači zrak koji tad odlazi prema vanjskim rubovima rotora gdje ulazi u difuzor. Na vanjskom rubu rotora je brzina znatno povećana, ali ne i tlak. Tlak se povećava tek prolaskom fluida kroz difuzor gdje se brzina zbog suženog presjeka smanjuje, a tlak se prema Bernoullijevoj jednadžbi povećava.

#### Komora izgaranja
U komori izgaranja se kemijska energija goriva oslobađa u obliku topline. Izgaranjem mješavine goriva i zraka se stvaraju dimni plinovi vrlo visoke temperature (do 1950°C). Zrak nakon izlaska iz kompresora ima brzinu oko 150 m/s koja mu se prolaskom kroz difuzor na ulazu u komoru izgaranja smanjuje na 25 m/s. Smanjenjem brzine fluida omogućujemo stabilno izgaranje i dobro miješanje goriva i zraka. Omjer zraka i goriva je 50:1 što je tri puta više zraka od stehiometrijskog omjera. Dovođenje takve smjese u primarnoj zoni izgaranja bi onemogućilo stabilno izgaranje pa se iz tog razloga u primarnoj zoni dovodi samo 20% više zraka nego je potrebno prema stehiometrijskom omjeru, a ostatak zraka potrebnog za potpuno izgaranje se dovodi kasnije. Kod projektiranja komore za izgaranje se mora osigurati da se izgaranje odvija što dalje od ulaska u turbinu, tako da se turbinske lopatice ne bi oštetile. Također je potrebno osigurati aksijalnu simetričnost temperaturnog polja tako da sama turbina ne bi bila podvrgnuta toplinskom naprezanju. U komori su nepoželjni temperaturni ekstremi da se komora ne ošteti. Poželjno je da komora za izgaranje u plinskoj turbini ima široko područje rada. Široko područje rada omogućuje da se izgaranje uspješno odvija neovisno o mijenjanju ulaznih parametara tlaka, temperature, ili masenog protoka što je vrlo korisno jer se na taj način može regulirati snaga ovisno o potrebi.

#### Plinska turbina
Produkti izgaranja ulaze velikom brzinom i masenim protokom u plinsku turbinu gdje ekspandiraju. Poželjna je što veća temperatura na ulazu, a što manja na izlazu iz turbine. Ipak, postoje ograničenja zbog mehaničkih svojstava materijala od kojeg se rade turbinske lopatice. Trenutno najviša operativna temperatura od 1540°C plinskih turbina je postignuta turbinom General Electric 9HA.
- dovedeni toplinski tok {\displaystyle \phi =q_{m}c_{p}(T_{3}-T_{2})}
- odvedeni toplinski tok {\displaystyle \phi _{0}=q_{m}c_{p}(T_{1}-T_{4})}
- snaga kao razlika dovedenog i odvedenog toplinskog toka  {\displaystyle P=\phi -\phi _{0}}
- termički stupanj djelovanja u ovisnosti o tlakovima  {\displaystyle \eta =1-\left({\frac {p_{1}}{p_{2}}}\right)^{\left({\frac {\varkappa -1}{\varkappa }}\right)}}

### Kombinirani ciklus
Stupanj djelovanja plinsko-turbinskog procesa se uobičajeno kreče u rasponu 35-40%. Taj se stupanj djelovanja može nekim tehnologijama još povećati. Radni medij na izlazu iz turbine ima još vrlo visoku temperaturu (oko 600°C) pa se može iskoristiti za zagrijavanje i pregrijavanje struje vode te vodene pare koja pak služi kao radni medij u parno-turbinskom Rankine-ovom procesu. Time se podiže stupanj djelovanja cijelog postrojenja na oko 60%. U kombiniranom se postrojenju jendako kao i u plinsko-turbinskom postrojenju odvija Brayton-ov ciklus s razlikom da se kod kombiniranog procesa otpadna toplina sadžana u plinovima izgaranja iskorištava u utilizatoru (generator pare na otpadnu toplinu) za zagrijavanje i pregrijavanje struje vodene pare koja sudjeluje kao radni medij u Rankine-ovom parno-turbinskom procesu. Jedna od vrlo dobrih karakteristika plinske turbine je ta što je kod nje prisutan vrlo visok omjer zrak/gorivo budući se dodaje nekoliko puta više zraka zbog hlađenja lopatica plinske turbine. U utilizatoru se dodaje dodatno gorivo koje izgara zbog velikog udjela neiskorištenog zraka u vrućim dimnim plinovima iz plinsko-turbinskog procesa. Nakon utilizatora, vodena para odlazi u parnu turbinu koja može biti višestupanjska kod Rankien-ovog ciklusa s međupregrijavanjem pare. Nakon izlaska iz pojedinog stupnja turbine radni se medij vraća u utilizator gdje opet postiže jednaku temperaturu, ali ostaje tlak jednak tlaku na izlasku iz pojedinog stupnja turbine. Nakon posljednjeg stupnja turbine sada već para zasićenog područja odlazi u kondenzator gdje kondenzira predajući pa se napojnom pumpom vraća u utilizator.
Stupanj djelovanja kombiniranog postrojenja se može prikazati kao omjer dobivine snage P i dovedenog toplinskog toka Φ.
{\displaystyle \eta =\left({\frac {P}{\phi }}\right)=\left({\frac {P_{pl}+P_{pa}-P_{ps}}{\phi _{pl}+\phi _{pa}}}\right)}
Ppl - snaga plinske turbine
Ppa - snaga parne turbine
Pps - snaga potrebna za pomoćne sustave
Φpl - toplinski tok doveden u plinskom djelu ciklusa
Φpa - toplinski tok doveden u parnom djelu ciklusa
Napomena: u ovaj izračun stupnja djelovanja nije uključena mogućnost kogeneracije čijom primjenom on raste. 

### Ekologija
Najčešče korišteno gorivo u kombiniranom ciklusu je gorivo prirodni plin iako je moguće koristiti i loživa ulja te biogoriva. Izgaranjem prirodnog plina ne nastaju štetni spojevi sumporovog oksida kao uzročnik kiselih kiša, a emisija NOx je manja. Isto tako produkcija CO2 je manja s obzirom na činjenicu da se prirodni plin sastoji uglavnom od metana CH4 koji sadržava najviše vodikovih atoma u odnosu na ugljikove. Korištenjem prirodnog plina se izbjegava oslobađanje raznih korozivnih spojeva koji oštečuju turbinu i ostale dijelove postrojenja. Samim time su troškovi održavanja bitno manji. Troškovi održavanja su niži nego u klasičnih termoelektrana te su samim time niži i ukupni troškovi proizvodnje električne energije.
Sve veća svjetska potrošnja energije će dovesti do potrebe za novim kapacitetima koji će se i dalje dijelom zadovoljavati iz termoelektrana gdje se termoelektrane na plin s kombiniranim ciklusom nameću kao logićan izbor s obzirom na znatno manje zagađenje i veću ekonomsku isplativost od ostalih tipova termoelektrana, a i velika im je prednost mogućnost korištenja biogoriva čime postaju CO2 neutralne.